# تجاوز جنسی در هند

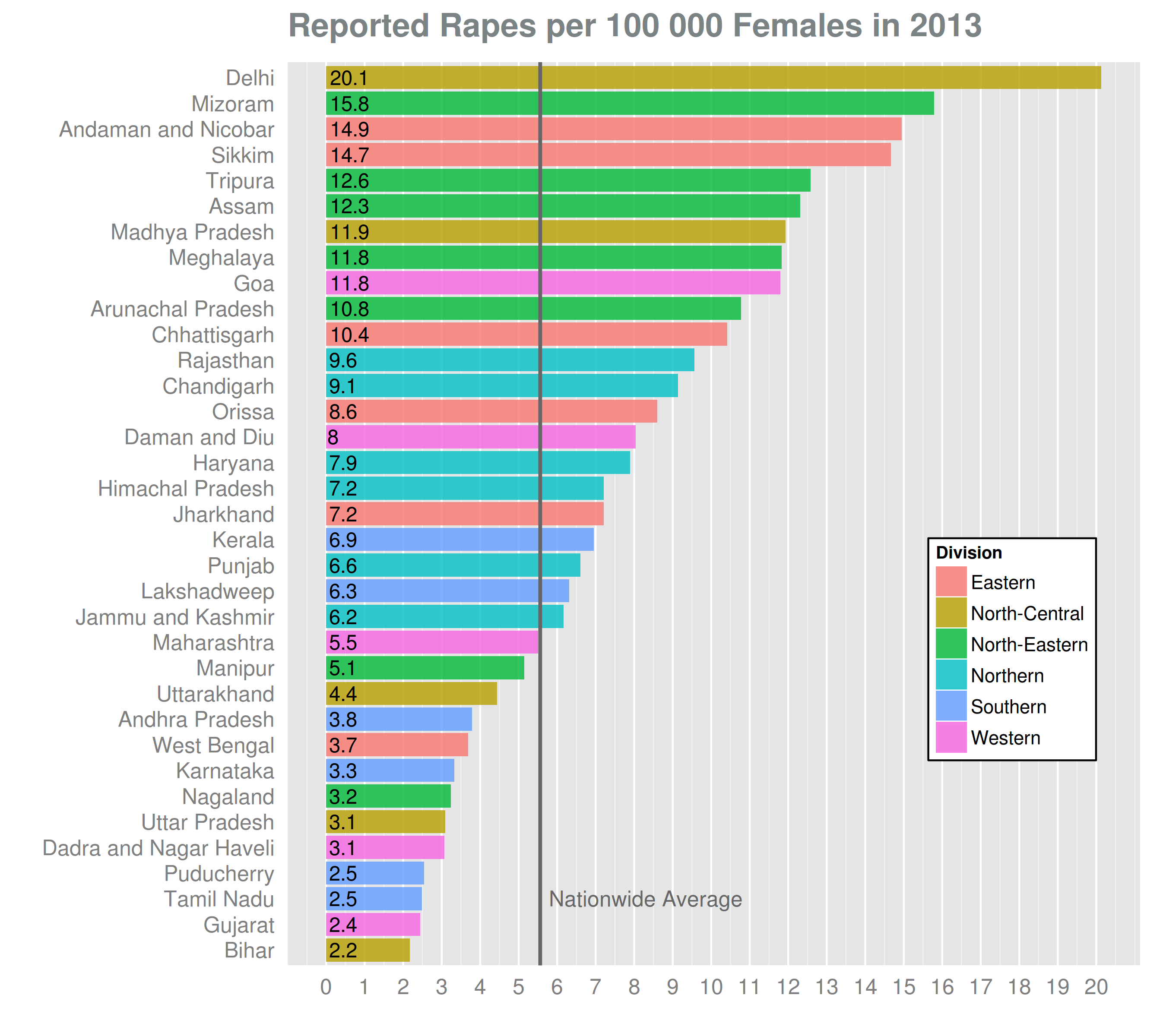
آمار تجاوز جنسی در هند

تجاوز جنسی چهارمین جرم متداول در هند است.تاببل

## آمار تجاوز جنسی در هند
تجاوز جنسی در هند معضلی فراگیر و رو به رشد است، از آنجایی که گزارش تجاوز جنسی در جامعه سنتی هند برای قربانی‌های تجاوز مشکلات اجتماعی زیادی را به بار می آورد قربانیان در بیشتر موارد از گزارش کردن این موارد خودداری می‌کنند. افرادی قربانی که تجاوز جنسی را در هند گزارش کرده‌اند از برخورد تحقیرآمیز و بد پلیس نسبت به خود سخن گفته‌اند. همچنین شخصیت‌های مذهبی و سیاسی هند در موارد بسیاری سخنانی در توجیه تجاوز به زبان آورده‌اند. برخی از تحلیل گرها از به وجود آمدن فرهنگ تجاوز در هند سخن گفته‌اند و به دست داشتن پلیس در موارد تجاوز جنسی اشاره کرده اند. گسترش پدیده تجاوز جنسی در هند باعث شده‌است که گردشگران کمتری به آنجا بروند و به کم شدن درآمد هند از گردشگری انجامیده است. در سال ۲۰۱۲ در کشور هند ۲۴۹۲۳ مورد تجاوز گزارش شده‌است که در مقایسه با میانگین پنج سال قبل یعنی بین سال‌های ۲۰۰۷-۲۰۱۱، ۲۲۰۰۰ مورد تجاوز گزارش شده بود. به عبارت دیگر از ۱٫۹ مورد تجاوز در ازای هر ۱۰۰۰۰۰ نفر در سال ۲۰۱۲ آمار تجاوز به ۲٫۰ به ازای هر ۱۰۰۰۰۰ نفر رسیده است. در بین شهرهای بزرگ هند، دهلی و کلکته بیشترین آمار تجاوز جنسی را دارند. در شهر دهلی به ازای هر ۱۰۰۰۰۰ نفر ۴٫۱ مورد تجاوز گزارش شده‌است. بیشتر قربانی‌های تجاوز جنسی در هند بین ۱۸ تا ۳۰ سال سن دارند.

## تجاوز جنسی به کودکان
تجاوز جنسی به کودکان ۱۲٫۵ درصد کل تجاوزهای جنسی در هند را تشکیل می‌دهد. در سال ۲۰۱۲، ۳۱۲۵ مورد تجاوز جنسی به کودکان گزارش شده‌است. در مقابل این گزارش رسمی، گروه‌های حقوق بشر با تحقیق‌های خود اعلام کرده‌اند که بیش از ۷۲۰۰ کودک در سال در هند مورد تجاوز جنسی قرار می‌گیرند. همچنین کودک‌های بسیاری برای تن فروشی در هند به کار گرفته می‌شوند که این امر تخمین آمار دقیق تجاوز به کودکان را غیرممکن می‌سازد. در زمینه جنایت علیه کودکان و قاچاق انسان هند رتبه هفتم را در جهان دارد. هر سال ۱۰۰۰۰۰ کودک در هند ناپدید می‌شوند که بیشتر آن‌ها مورد آزار یا تجاوز جنسی قرار می‌گیرند

## موارد قابل توجه
در سال ۲۰۰۴، یک شهروند زن استرالیایی که در حال سفر در راجستان بود مورد تجاوز جنسی قرار گرفت و به قتل رسید. متجاوزان کف پای او را نیز بریده بودند و دست‌های او را سوراخ کرده بودند. در سال ۲۰۰۸ به یک نوجوان انگلیسی به نام اسکارلت کیلینگ در هند تجاوز جنسی شد که مورد توجه رسانه‌های بین‌المللی قرار گرفت. در دسامبر ۲۰۰۹ یک شهروند روسی که در هند کار می‌کند از تجاوز جنسی یک سیاستمدار اهل گوا پس از صرف شام خبر داد. یک مهندس کامپیوتر در سال ۲۰۰۹ در شهر پونه توسط راننده خود مورد تجاوز قرار گرفت و به قتل رسید.
تجاوز گروهی به یک دانشجوی ۲۳ ساله در اتوبوس، در ۱۶ دسامبر ۲۰۱۲ با واکنش گسترده در دهلی مواجه شد. این دانشجو با دوست خود در اتوبوس بوده‌است، که متجاوزان دوست او را با یک میله فلزی به شدت مجروح کردند. متجاوزان از همین میله برای تجاوز به دانشجوی دختر استفاده کردند و میزان آسیب های وارد شده به او به حدی بود که پزشکان مجبور به خارج کردن روده او از بدنش شدند. ۱۳ روز پس از این عمل جراحی این قربانی تجاوز از دنیا رفت.
پس از این گزارش در مجلس هند، نمایندگان خواستار برخورد شدید با افراد متجاوز شدند. هزاران معترض که در تاریخ ۲۲ دسامبر در خیابان ها راهپیمایی می‌کردند خواستار اعدام افراد تجاوزگر شدند. در پی اعتراض‌ها پلیس شش نفر را به جرم تجاوز دستگیر کرد و قول برگزاری دادگاه بدون تأخیر متداول در سیستم قضایی هند را داد. همچنین دولت هند وعده بهینه کردن نور خیابان‌ها و حمل و نقل عمومی و افزایش گشت پلیس برای افزایش امنیت زن‌ها در هند را داد.
در ماه مارس ۲۰۱۳ یک زوج اهل سوئیس که در حال گردش گری در هند بودند توسط ۸ نفر محلی در آگرا مورد حمله قرار گرفتند و به درختی با طناب بسته شدند. افراد محلی به زن ۳۹ ساله سوئیسی در مقابل همسرش تجاوز جنسی گروهی کردند. در تاریخ ۱۵ ژوئیه ۲۰۱۴ یک گردشگر دانمارکی ۵۱ ساله در دهلی توسط ۶ نفر ابتدا با چاقو تهدید شد و سپس مورد تجاوز گروهی قرار گرفت.
در ۵ اوت ۲۰۱۳ دو دختر مدرسه ای مورد تجاوز گروهی قرار گرفتند، و در می ۲۰۱۴ دو دختر که یکی ۱۴ و دیگری ۱۶ سال سن داشت در اوتار پرادش مورد تجاوز گروهی قرار گرفتند و سپس از یک درخت مانگو حلق آویز شدند. حداقل دو نیروی پلیس متهم به دست داشتن در این تجاوز گروهی شدند.

## سخنان سیاستمداران و شخصیت های مذهبی هند
سخنان برخی از سیاستمدارها و شخصیت‌های مذهبی هند در واکنش به موارد گزارش شده تجاوز جنجال آفرین شده‌است که بیشتر در راستای توجیه پدیده تجاوز در جامعه هند تفسیر می‌شوند. سخنانی از قبیل اینکه پسرها گاهی اوقات شیطنت می‌کنند تجاوز جنسی غیرعمدی است یا قربانی‌ها به همان میزان که تجاوزگر مقصر است مقصر هستند با واکنش رسانه ها مواجه شده‌اند.